# Reserva Extrativista Gurupá-Melgaço
A reserva extrativista Gurupá-Melgaço é uma unidade de conservação brasileira de uso sustentável da natureza, localizada no estado do Pará, na Ilha de Marajó, com território distribuído pelos municípios de Breves, Gurupá e Melgaço. Criada através de Decreto Presidencial sem número de 30 de novembro de 2006, possuí área de 145 412,03 ha.
A criação da reserva tem por objetivo proteger os meios de vida e a cultura da população extrativista residente na área de sua abrangência através do uso sustentável de seus recursos naturais.